# SIMS Co.
SIMS Co. (acronyme de Soft development Innovation Multi Success) est un studio de développement de jeux vidéo japonais fondé en 1991 et basé à Shibuya, Tokyo,. Environ 50 employés ont transféré de chez Sanritsu à SIMS lors de sa création en 1991.
À l'origine, l'entreprise était une coentreprise entre Sanritsu Denki et Sega. En avril 1997, elle devient une filiale entière de Sega. La société est devenue indépendante le 25 juin  2004 lorsque Noboru Machida, directeur représentatif, a racheté toutes les actions que détenait Sega dans l'entreprise.
En mars 2021, ses revenus nets étaient de 3 598 000 yens avec des avoirs d'une valeur de 58 488 000 yens.

## Ludographie

### Nintendo 3DS
- Fish On
- Beyblade: Evolution

### PlayStation Vita
- Let's Fish! Hooked On

### Dreamcast
- Charge'n Blast
- The House of the Dead 2
- Sega Bass Fishing

### Saturn
- Blue Seed: Kushinada Hirokuden
- Garou Densetsu 3: Road to the Final Victory
- Garou Densetsu 3: Harukanaru Tatakai
- Samurai Spirits: Zankurō Musōken
- Ultraman: Hikari no Kyojin Densetsu
- Virtual Volleyball

### Master System
- Air Rescue
- Disney's Aladdin
- Baku Baku Animal
- George Foreman's KO Boxing
- Masters of Combat
- Master of Darkness
- Ninja Gaiden
- Wimbledon Championship Tennis

### Mega Drive
- ATP Tour Championship Tennis
- From TV Animation Slam Dunk: Kyōgō Makkō Taiketsu!
- Mighty Morphin Power Rangers: The Movie
- OutRun 2019
- Wimbledon Championship Tennis

### Mega-CD
- Vay (éditeur)
- Popful Mail: Magical Fantasy Adventure (traduction)
- Capcom no Quiz: Tonosama no Yabō
- Shin Megami Tensei

### Game Gear
- Disney's Aladdin
- Alien Syndrome
- Buster Fight
- Fred Couples Golf
- George Foreman's KO Boxing
- Honō no Dōkyūji: Dodge Danpei
- Master of Darkness
- Mighty Morphin Power Rangers
- Mighty Morphin' Power Rangers: The Movie
- Out Run
- Tails' Skypatrol
- Wimbledon Championship Tennis

### Wii
- Hooked! Real Motion Fishing
- Sega Bass Fishing (co-développé avec Cavia)
- Reel Fishing: Angler's Dream
- Hooked! Again: Real Motion Fishing
- All Round Hunter

### WiiWare
- Derby Dog
- Reel Fishing Challenge

### PSP
- Ape Escape: On the Loose

### Multi plates-formes
- Mark Davis Pro Bass Challenge (PlayStation 2, GameCube)